# بريتي باتيل
بريتي سوشيل باتيل (مواليد 29 مارس 1972) سياسية بريطانية استلمت منصبها وزيرةً للداخلية منذ عام 2019. شغلت سابقًا منصب وزيرة الخارجية لشؤون التنمية الدولية بين عامي 2016 و2017.وأقيلت يوم 13 نوفمبر 2023 على خلفية اتهامها للشرطة بالتحيز للمظاهرات المؤيدة لفلسطين هي عضو في البرلمان من الحزب المحافظ عن دائرة ويذام الانتخابية منذ عام 2010. تنتمي فكريًا إلى الجناح الأيمن من الحزب المحافظ وتعتبر نفسها «تاتشرية» (تتبنى مبادئ مارغريت تاتشر اليمينية).
ولدت باتيل في لندن لأسرة هندية أوغندية. تلقت تعليمها في جامعة كيل وجامعة إسكس. استلهمت رغبتها بالخوض في السياسة من رئيسة الوزراء المحافظة مارغريت تاتشر، انخرطت في حزب الاستفتاء العام قبل أن يميل ولاؤها إلى الحزب المحافظ. عملت لعدة سنوات في شركة ويبر شاندويك الاستشارية للعلاقات العامة قبل سعيها في مشوارها السياسي. بعد خوضها المنافسة ضمن دائرة نوتنغهام الشمالية التي لم تكلل بالنجاح في الانتخابات العامة لعام 2005، أوصى زعيم الحزب المحافظ الجديد ديفيد كاميرون بإدراج اسمها ضمن قائمة الأولوية للمرشحين البرلمانيين المتوقعين. انتخبت عضوا بالبرلمان عن دائرة ويذام الإنتخابية، والذي كان مقعدًا جديدًا في إسكس ضمن الانتخابات العامة لعام 2010، وذلك قبل أن يعاد انتخابها في الأعوام 2015، و2017، و2019. في ظل حكومة كاميرون، عينت باتيل وزيرة للعمل والمعاشات، كما شغلت منصب نائب رئيس جمعية أصدقاء إسرائيل المحافظين. لفتت الانتباه إلى مواقفها الاجتماعية المحافظة.
باتيل، التي لطالما كانت شكوكية أوروبية، كانت شخصية رائدة في حملة «التصويت لأجل الخروج» وذلك خلال حملة التحضير لاستفتاء عام 2016 حول عضوية المملكة المتحدة في الاتحاد الأوروبي. في أعقاب استقالة كاميرون، دعمت باتيل محاولة تيريزا ماي لتصبح زعيمة للحزب المحافظ؛ وفي وقت لاحق، عينت ماي باتيل بمنصب وزيرة الخارجية للتنمية الدولية. في عام 2017، تورطت باتيل في فضيحة سياسية شملت عقد اجتماعات غير مصرح بها مع حكومة إسرائيل انتهكت فيها المدونة الوزارية، وأنهت فترة ولايتها كوزيرة للتنمية الدولية. في ظل رئاسة بوريس جونسون، أصبحت وزيرة للداخلية في شهر يوليو من العام 2019.

## نشأتها
ولدت باتيل في 29 مارس عام 1972 في لأبويها سوشيل وأنجانا باتل في لندن. ولد جداها من أبيها في غوجارات بالهند قبل أن يهاجروا إلى أوغندا ويديروا متجرًا للبقالة في كمبالا. في ستينيات القرن الماضي، هاجر والداها إلى المملكة المتحدة واستقرا في هيرتفوردشاير. أسسا سلسلة من الأكشاك لبيع الصحف والمجلات في كل من لندن وجنوب شرق إنجلترا. ترعرعت في بيت هندوسي.
التحقت بمدرسة شاملة للبنات في واتفورد، هيرتفوردشاير، قبل أن تدرس الاقتصاد في جامعة كيل ثم تتابع دراسات عليا في مجال الحكومة والسياسات البريطانية في جامعة إسكس.
كانت زعيمة حزب المحافظين السابقة ورئيسة الوزراء مارغريت تاتشر بطلة سياسية في نظر باتيل: وحسب كلامها، «كانت لديها قدرة فريدة على فهم ما الذي يحرك الناس، والبيوت، والأعمال التجارية. إدارة الاقتصاد وترصيد الحسابات واتخاذ القرارات - وليس شراء الأشياء التي لا تستطيع البلاد تحملها». انضمت لحزب المحافظين في عام 1991 عندما كان جون ميجر رئيسا للوزراء.

## بداية مشوارها المهني
بعد تخرجها، بدأت باتيل تدريبًا مهنيًا في المكتب المركزي للمحافظين (المعروف الآن باسم مقر حملة المحافظين)، بعد أن اختارها أندرو لانسلي (الذي كان آنذاك رئيس قسم البحوث للمحافظين). في الفترة بين عامي 1995 و1997، ترأست باتيل المكتب الصحفي لحزب الاستفتاء العام، وهو حزب يحمل قضية واحدة وهي الشكوكية الأوروبية.
في عام 1997، تركت باتيل منصبها لتنضم إلى حزب المحافظين بعد أن عرض عليها الزعيم الجديد وليام هيغ وظيفة للعمل في مكتبه الصحفي، للتعامل مع العلاقات الإعلامية في لندن وجنوب شرق إنجلترا. في أغسطس من العام 2003، نشرت صحيفة الفاينانشيال تايمز مقالًا اقتبست فيه من باتيل ادعت فيه أن «المواقف العنصرية» لا تزال قائمة في حزب المحافظين، وأن «هناك الكثير من التعصب». كتبت باتيل لجريدة الفاينانشال تايمز متصدية للمقال قائلة إن تعليقاتها قد أسيء تفسيرها على أنها تعني حجبها كمرشحة حزبية بسبب أصلها العرقي.

## كسب التأييد وعلاقات الشركات
في عام 2000، تركت باتيل وظيفتها في الحزب المحافظ للعمل لدى ويبر شاندويك، وهي شركة استشارية في العلاقات العامة. حسب مقال استقصائي نشرته صحيفة الغارديان في شهر مايو من العام 2015، كانت باتيل واحدة من بين سبعة موظفين في شركة ويبر شاندويك يعملون في شركة بريتش أمريكان توباكو – الذي كان حسابًا مهمًا. كلف الفريق بمساعدة الشركة في تحسين صورتها العامة إثر الجدل الدائر حول مصنع بورما الذي كان يستخدم كمصدر للأموال من قبل المؤسسة العسكرية الدكتاتورية، فضلًا عن ضعف الأجور التي يحصل عليها عمال المصنع. انتهت الأزمة في نهاية المطاف بانسحاب شركة بريتش أمريكان توباكو من بورما في عام 2003. اقتبس المقال أقوال موظفي الشركة الذين شعروا أنه على الرغم من أن غالبية موظفي شركة ويبر شاندويك كانوا غير مرتاحين للعمل معهم، إلا أن المجموعة التي شاركت فيها باتيل كانت تشعر بالارتياح نوعًا ما. اقتبست المقالة وثائق داخلية تشير إلى أن جزءًا من وظيفة باتيل تضمن كسب تأييد أعضاء البرلمان الأوروبي ضد تشريعات التبغ في الاتحاد الأوروبي. عملت باتيل لدى ويبر شاندويك لثلاث سنوات.
انتقلت باتيل بعدها إلى الشركة البريطانية المتعددة الجنسيات للمشروبات الكحولية، ديغيو، وعملت في مجال علاقات الشركة بين عامي 2003 و2007. في عام 2007، انضمت من جديد إلى ويبر شاندويك كمدير ممارسات الشركة والشؤون العامة. حسب ما جاء في بيانهم الصحفي، «عملت باتيل خلال الفترة التي أمضتها في ديغيو على القضايا التي خصت قضايا السياسات العامة الدولية المتعلقة بالأثر الأوسع للكحول في المجتمع».

## مشوارها البرلماني

### عضو في البرلمان عن دائرة ويذام: منذ عام 2010 وحتى اليوم
في الانتخابات العامة عام 2005، تصدرت باتيل كمرشحة عن الحزب المحافظ لدائرة لشمال نوتنغهام، لتخسر أمام النائب العمالي الذي شغل منصبه حينها، غراهام آلن. بعد حملتها الانتخابية التي لم يتكللها النجاح، عينت كمرشحة واعدة من قبل زعيم الحزب الجديد ديفيد كاميرون، ومنحت مكانًا على «قائمة الأولوية» للمرشحين المحتملين لعضوية البرلمان. في نوفمبر من العام 2006، اختيرت باتيل بصفتها مرشحة محتملة لمقعد ويذام المحافظ -وهي دائرة انتخابية جديدة في وسط إسكس أنشئت بعد مراجعة الحدود- قبل أن تنال أغلبية من 15,196 صوتًا في الانتخابات العامة لسنة 2010. تم توظيفها في «وحدة السياسات رقم 10» في شهر أكتوبر من العام 2013، وترقت إلى منصب وزيرة استشارية لأمور الخزنة في الصيف التالي.
إلى جانب زملائها من النواب المحافظين، كواسي كارتنغ، ودومينيك راب، وكريس سكيدمور، وليز تروس، اعتبرت باتيل واحدة من «فرقة 2010»، الذين مثلوا «اليمين الجديد» للحزب. سويًا، شاركوا في تأليف كتاب «بريتانيا أنتشيند»، الذي نشر عام 2012. شكل ذلك العمل انتقادًا لمستويات إنتاجية أماكن العمل في المملكة المتحدة، الذي احتوى التصريح المثير للجدل أنه «بمجرد دخول البريطانيين أماكن العمل، فإنهم يتحولون إلى الأقل إنتاجية في العالم». اقترح المؤلفون أنه لتغيير هذا الوضع، ينبغي للمملكة المتحدة تخفيض حجم نظام الرفاه الاجتماعي وأن تسعى إلى محاكاة ظروف العمل في بلدان مثل سنغافورة، وهونغ كونغ، وكوريا الجنوبية بدلًا من بلدان أوروبية أخرى. في السنة ذاتها، انتخبت باتيل في منصب المدير التنفيذي للجنة عام 1922.

### وزير الداخلية: 2019 حتى الآن
تم تعيين باتيل وزيرا للداخلية من قبل بوريس جونسون في يوليو 2019. بعد فترة وجيزة من تعيينها، ظهرت أخبار مفادها أنه في مايو 2019، بدأت باتيل العمل في فياسات كمستشار استراتيجي براتب 5000 جنيه إسترليني شهريًا مقابل خمس ساعات عمل شهريًا، دون الحصول على موافقة مسبقة من اللجنة الاستشارية الحكومية لتعيينات العمل. مما أدى إلى اتهامات لها بأنها خرقت الكود الوزاري للمرة الثانية. في الانتخابات العامة في ديسمبر، أعيد انتخابها نائبة عن ويثام بأغلبية متزايدة بلغت 24.082 (48.8 ٪) من الأصوات.
في كانون الثاني (يناير) 2020، قال تقرير صادر عن مشروع تمكين الشباب والابتكار إن نهج باتيل في معالجة تطرف الشباب كان «جنونًا» وإن وزارة الداخلية «غير ملتزمة».
في فبراير 2020، أطلق باتيل نظام الهجرة القائم على النقاط، والذي بدأ سريانه اعتبارًا من 1 يناير 2021. يهدف النظام إلى تقليل عدد المهاجرين إلى المملكة المتحدة من خلال مطالبة المتقدمين للحصول على تأشيرة باستيفاء مجموعة من المعايير، مثل الحد الأدنى للراتب والقدرة على التحدث باللغة الإنجليزية والمؤهلات الأكاديمية والعمل في صناعة تعاني من نقص الموظفين. في البرلمان في 13 يوليو 2020، قال باتيل إن النظام «سيمكننا من جذب أفضل وأفضل - نظام أكثر حزما وإنصافًا يستعيد السيطرة على حدودنا، ويقمع المجرمين الأجانب ويطلق العنان لإمكانات بلدنا الحقيقية. نحن بناء مستقبل أكثر إشراقًا لبريطانيا وإبلاغ العالم بأننا منفتحون على الأعمال التجارية».
في مايو 2021، كتب مدير المناصرة في معهد البحرين للحقوق والديمقراطية، سيد أحمد الوداعي، مقال رأي لصحيفة الغارديان يسلط الضوء على كيف أن وزارة الداخلية تحت قيادة بريتي باتيل تعتبر «النشطاء تهديدًا أمنيًا». تعرض الناشط الحقوقي للتعذيب والسجن في البحرين لمشاركته في انتفاضات الربيع العربي في البلاد، والتي هرب بعدها إلى المملكة المتحدة. في عام 2015، «سحبت» البحرين جنسيته. قبل ولادة ابنته، قدم الوداعي طلبه للحصول على إجازة لأجل غير مسمى للبقاء في المملكة المتحدة ولمنع طفله من أن يولد عديم الجنسية. ومع ذلك، أرجأت وزارة الداخلية الموافقة على طلبه حتى عام 2019، وولدت ابنته بدون أي جنسية. قال الوداعي إن وزارة الداخلية كانت تحتفظ بسجلات سنوات نشاطه، واصفا قضيته بأنها «معقدة». لم تُمنح ابنته الجنسية البريطانية التي كانت تستحقها بموجب القانون، حتى بعد أن دفع والداها 1012 جنيهًا إسترلينيًا مقابل طلبها للحصول على الجنسية. كما أشار الوداعي إلى العلاقات المتنامية بين باتيل ونظام الحفظ البحريني، مشيرًا إلى أنها «مقلقة للغاية».